# رندی بری
رندی ویلیام بری (انگلیسی: Randy William Berry؛ زادهٔ ۱۹۶۵) دیپلمات آمریکایی است. او در سال ۲۰۱۷ به عنوان نخستین نمایندهٔ ویژهٔ ایالات متحده در امور حقوق بشر دگرباشان جنسی انتخاب شد. بری از ۲۵ اکتبر ۲۰۱۸ سفیر ایالات متحدهٔ آمریکا در نپال است.